# Howard DGA-8
Los Howard DGA-8, DGA-9, DGA-11 y DGA-12 fueron una familia de monoplanos ligeros de ala alta monomotores de 4 plazas, construidos por la estadounidense Howard Aircraft Corporation, de Chicago, Illinois, a partir de 1936.

## Desarrollo
Los varios modelos se distinguían por las diferentes elecciones de motor y cambios en detalle, y fueron construidos y vendidos en paralelo unos de otros. Una serie de ejemplares fue construida de un modelo y convertida a otro durante su vida operativa. El DGA-11, propulsado por un motor radial de 9 cilindros Pratt & Whitney Wasp Junior de 340 kW (450 hp), fue supuestamente el avión civil de cuatro asientos más rápido de finales de los años 30, capaz de alcanzar una velocidad máxima de alrededor de 320 km/h. Favorito de los círculos de la alta sociedad y Hollywood, el DGA-11 costaba alrededor de 16 500 dólares en 1938. Estos aviones eran desarrollos directos del famoso avión de carreras Mister Mulligan de Howard. El prefijo “DGA” del diseñador/piloto Ben Howard significaba Maldito Buen Avión (Damned Good Airplane). 

## Historia operacional
El éxito en carreras del DGA-6 atrajo mucha atención sobre la serie DGA, y en sus  varios modelos, diferenciados principalmente por las diferentes plantas motrices, los DGA-8, -9, -11, -12  (y más tarde el DGA-15), surgieron como un codiciado avión, propiedad de corporaciones, gente adinerada, y estrellas de cine, como Wallace Beery, que era así mismo piloto. El director de orquesta y pianista español José Iturbi fue propietario y voló el DGA-11 “El Turia” (NC22402). En una época donde las aerolíneas ya estaban volando aviones DC-3, los Howard a 270 km/h podrían igualar su velocidad y alcance. El asiento trasero excedía el espacio entre asientos con una amplitud de limusina. Con su carga de ala alta, los Howard atravesaban la mayoría de turbulencias con una solidez propia de un avión comercial. El -11 fue probablemente el modelo definitivo de la serie. Configurado como un avión de cuatro plazas, con el Pratt & Whitney R-985 de 340 kW (450 hp), es elegante y potente con unas perfectas líneas clásicas. 
Con la entrada de Estados Unidos en la Segunda Guerra Mundial, la mayoría de los Howard civiles fueron requisados por los militares. El Ejército los usó como transportes de oficiales y como aviones ambulancia. Fueron usados de forma variada como transporte utilitario de oficiales y para el entrenamiento instrumental. El Howard fue y es una excelente plataforma instrumental, muy estable y sólida, especialmente comparada con los modernos aviones ligeros. 
Una serie de estos aviones vuelan todavía, y un ejemplo especialmente agraciado de DGA-11, restaurado por el renombrado restaurador e inventor Jim Younkin, puede ser visto en el Arkansas Air & Military Museum. 

## Variantes

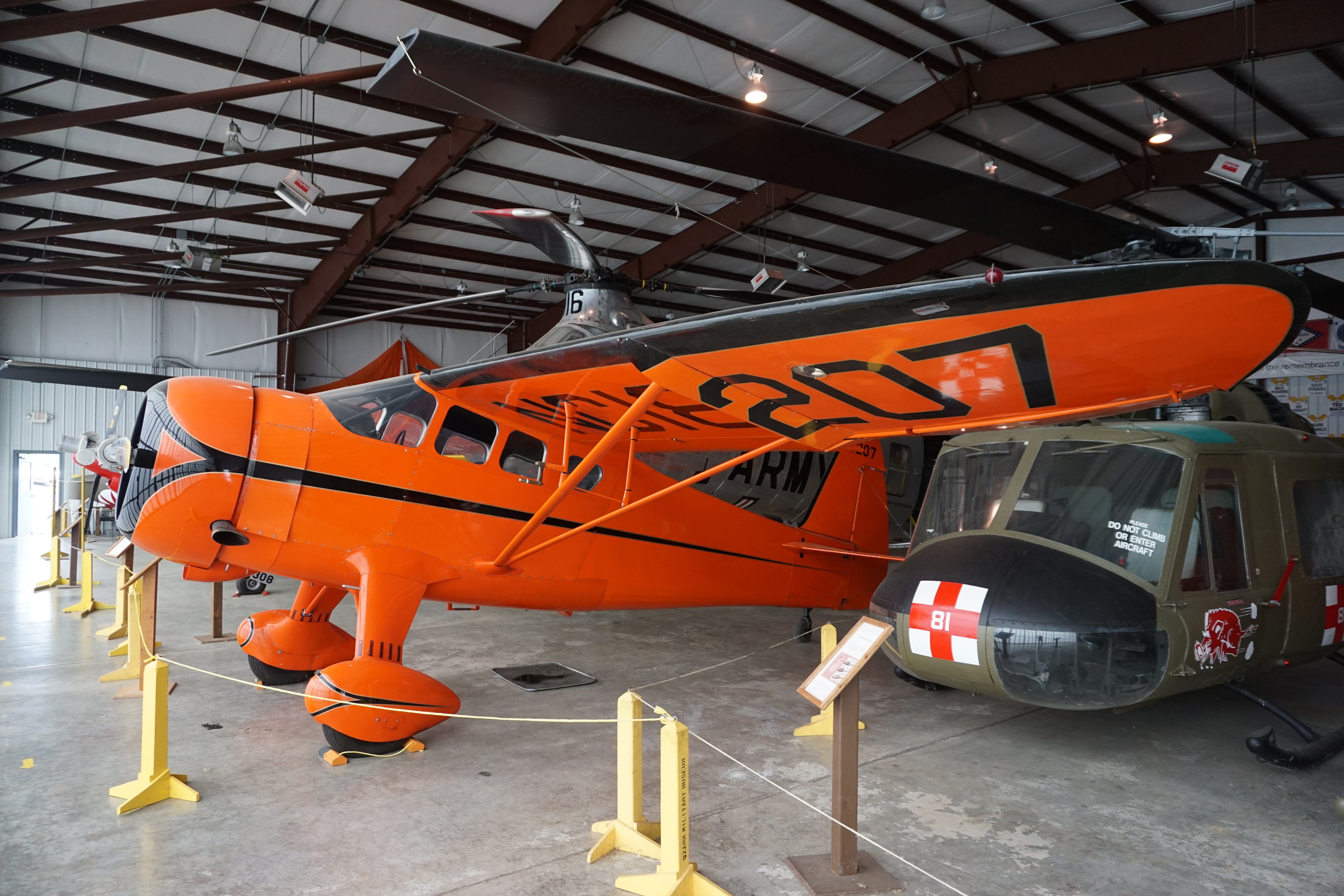
Howard DGA-9/DGA-11 en el Arkansas Air & Military Museum en Fayetteville, Arkansas.

DGA-8 
Versión con motor Wright R-760, 18 construidos, uno requisado por las USAAF como UC-70C. 
DGA-9 
Versión con motor Jacobs L-5, siete construidos y dos requisados por las USAAF como UC-70D. 
DGA-11 
Versión con motor Pratt & Whitney Wasp Junior, 4 construidos, varios más convertidos desde DGA-8, -9, etcétera. 
DGA-12 
Versión con motor Jacobs L-6, dos construidos, ambos requisados por las USAAF como UC-70A. 
UC-70 
Aviones DGA-8, -9, -12 y -15 requisados y puestos en servicio con las USAAF como transportes utilitarios.  

## Operadores
Estados Unidos
- Fuerzas Aéreas del Ejército de los Estados Unidos

## Especificaciones (DGA-11)

### Características generales
- Tripulación: Uno (piloto)
- Capacidad: Tres pasajeros
- Longitud: 7,8 m (25,4 ft)
- Envergadura: 11,6 m (38 ft)
- Altura: 2,6 m (8,4 ft)
- Superficie alar: 17,2 m² (185,1 ft²)
- Perfil alar: NACA 2R212 (reflejado)
- Peso vacío: 1111 kg (2448,6 lb)
- Peso cargado: 1860 kg (4099,4 lb)
- Peso máximo al despegue: 1860 kg (4099,4 lb)
- Planta motriz: 1× motor radial de nueve cilindros refrigerado por aire Pratt & Whitney R-985SB Wasp Jr..
  - Potencia: 299-336 kW (400-450 hp)

### Rendimiento
- Velocidad nunca excedida (Vne): 463 km/h (288 MPH; 250 kt)
- Velocidad máxima operativa (Vno): 315 km/h (196 MPH; 170 kt)
- Velocidad de entrada en pérdida (Vs): 111 km/h (69 MPH; 60 kt)
- Alcance: 1609 km (869 nmi; 1000 mi)
- Techo de vuelo: 7926 m (26 004 ft)
- Carga alar: 108 kg/m² (22,1 lb/ft²)
- Potencia/peso: 0,11 hp/lb

## Aeronaves relacionadas

### Aeronaves similares
- Beechcraft Staggerwing
- Spartan Executive
- Stinson Reliant
- Waco SRE

### Secuencias de designación
- Secuencia DGA-_ (interna de Howard): ← DGA-5 - DGA-6 - DGA-7 - DGA-8 - DGA-9 - DGA-11 - DGA-12 - DGA-15 - DGA-18
- Secuencia C-_ (Aviones de Carga del USAAC/USAAF/USAF, 1924-1962): ← C-67 - C-68 - C-69 - C-70/A/B/C/D - C-71 - C-72 - C-73 →